# دولورس
دُلُرِس (به اسپانیایی: Dolores) دهستانی در استان آلیکانتهٔ اسپانیا است.
در این دهستان ۷٬۴۲۷ نفر زندگی می‌کنند. مساحت این دهستان ۱۸٫۹۰ کیلومتر مربع است.

## نگارخانه

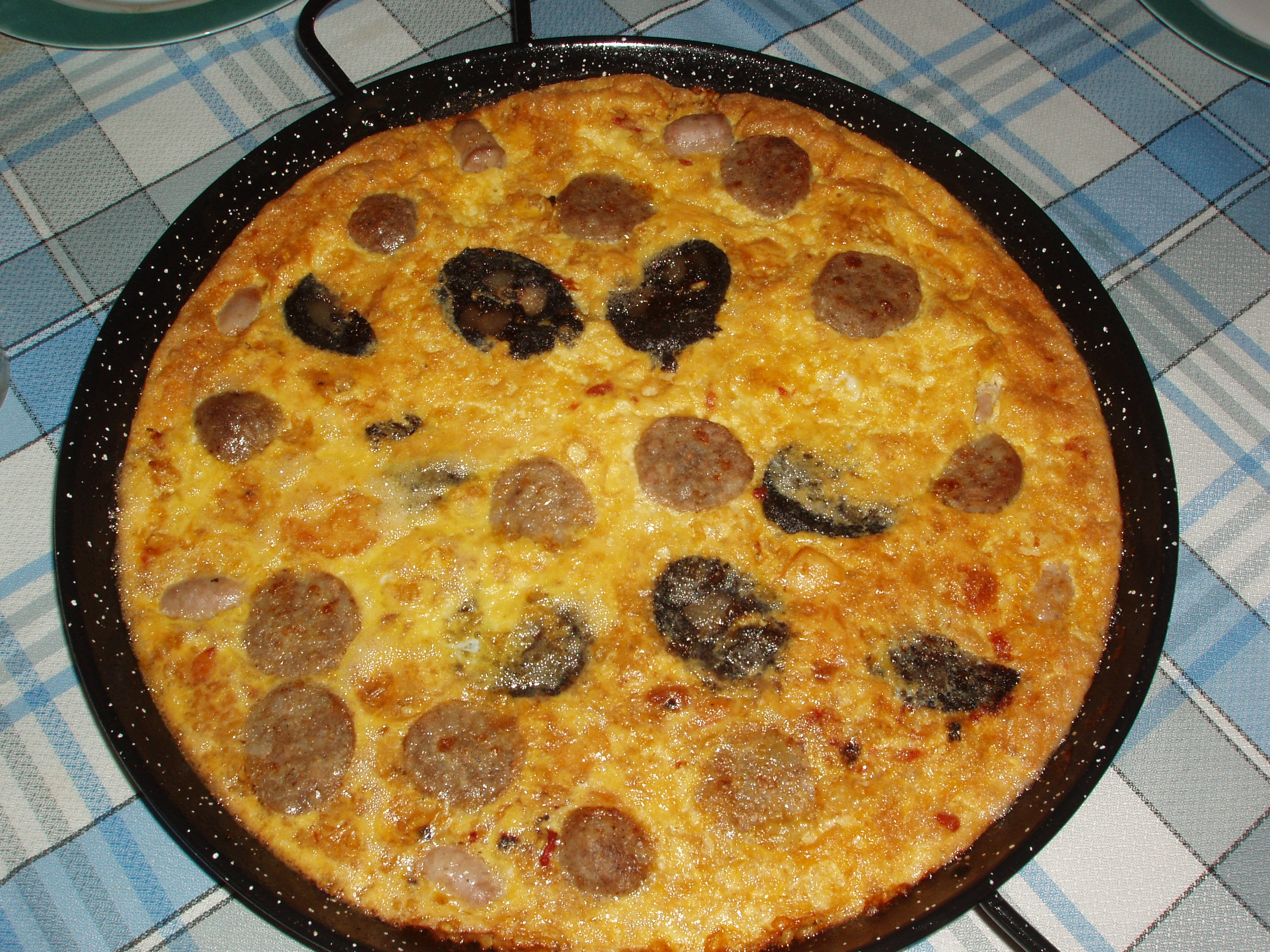